# Robert Barclay (Quäker)
Robert Barclay (* 23. Dezember 1648 in Gordonstown, Morayshire; † 3. Oktober 1690 in Ury House bei Aberdeen) war ein Quäker, Theologe und neben George Fox, Margaret Fell und William Penn eine der wichtigsten Persönlichkeiten des frühen Quäkertums.

## Leben
Seine Erziehung war zunächst stark calvinistisch geprägt. Er lernte bis 1664 in Paris am Collegium Scotorum, wo er unter römisch-katholischen Einfluss kam. 1667 schloss er sich den Quäkern an, wie schon sein Vater ein Jahr zuvor.
Auf dem väterlichen Landsitz Ury in Nordschottland widmete er sich den privaten Studien und verfasste seine Schriften. Er unternahm eine Anzahl von Reisen. 1676 führte ihn zum ersten Mal eine Reise über Holland auch nach Deutschland. Hier kam er persönlich mit Pfalzgräfin Elisabeth, der Äbtissin von Herford, in Kontakt. Sie gestattete sogar Quäkerandachten in ihrer Abtei und setzte sich beim König von England aktiv für deren Duldung ein. 1677 reiste er erneut mit William Penn und George Fox für Missionszwecke.
Barclay, der fünf Monate im Gefängnis verbrachte, hatte Einfluss am Hof von Jakob II. und nutzte diesen für die Quäker.
Für die damals junge Quäkerbewegung war Barclay von großem Wert, weil er zum ersten Mal ein in sich abgeschlossenes theologisches Gebäude errichtete und ausformulierte. Seine Werke waren zum einen der Grundstein für eine einheitliche Quäkeridentität und zum anderen nach außen eine Verteidigungsschrift und nicht zuletzt auch eine Missionsschrift, die überzeugen sollte. Die stark von der kabbalistischen Mystik eines George Keith (1638–1716) beeinflusste Apologie galt lange Zeit als Hauptwerk der Quäker.
Von Barclay sind keine Abbildungen bekannt.

## Werke
- Truth cleared of Calumny, Amsterdam 1670
- An Apology for the true Christian Divinity, as the same is held forth and preached by the people called, in scorn, Quakers; being a full Explanation and Vindication of their Principles and Doctrines, by many Arguments deduced from Scripture and right reason, and the testimonies of famous Authors, both ancient and modern, with a full Answer to the strongest Objections usually made against them; presented to the King; written and published, in Latin, for the information of Strangers, by Robert Barclay; and now put into our own Language, for the benefit of his Countrymen, 1678[1]
  - Übersetzungen ins Deutsche
    - Eine Apologie oder Vertheidigungs-Schrift der recht-christlichen Gotts-Gelehrtheit wie solche unter denen Leuten, die in dem Englischen und Teutschen spöttisch (wiewol von diesen noch darzu unteutsch) Quaker benahmet seynd, gehalten und gelehret wird. Oder  eine völlige Erklärung und Vertheidigung derselben ihrer Gründe und Lehren, durch unterschiedliche aus denen H. Schriften, gesunder Vernunft, und dem Zeugnüß einiger in denen alten als itzigen Zeiten berühmter Männer gezogener Darstellungen. Nebenst einer vergnüglichen Antwort auf die schärffesten Gegensätze, so gemeiniglich wider sie gebrauchet werden. Dem König in Groß-Britannien, Carl dem Andern überreichet worden. Denen Ausländern zur Nachricht in Latein geschrieben und herausgegeben von Robert Barclay, so aber hernach, seiner Lands-Leuten zu gute, in das Englische, und nunmehr aus beeden ins Teutsche übergesetzet ist. Samt zwey Sendschreiben, an die An. 1677 zu Nimwegen versammlete Ambassadeurs. Gedruckt im Jahr 1684 – Digitalisat via Göttinger Digitalisierungszentrum, via Google Books
    - Robert Barclays Apologie. Oder Vertheidigungs-Schrift der wahren christlichen Gottesgelahrheit. Wie solche unter dem Volk, so man aus Spott Quaker, das ist, Zitterer nennet, vorgetragen und gelehret wird. […] Anjetzo nach der zweyten lateinischen und neunten englischen Herausgebung ganz von neuen ins Deutsche übersetzt, Germantown: Gedruckt bei Christoph Saur dem Jüngeren, 1776 – Digitalisat via Nationallizenz oder Campusnetz
- A catechism and confession of faith, 1673
- Universal love considered and established upon its right foundation, 1677